# Краст-панк
Краст-панк (англ. crust punk) (ііноді просто краст (англ. crust)) — музична течія, що виникла в результаті синтезу анархо-панку і хардкору, також під впливом екстремального металу. Зародився в Англії в середині 1980-х років, часто має темну та песимістичну лірику, яка торкається соціальних та політичних тем.
Красту властиве низькочастотне та "брудне" звучання. В основному грається в швидкому темпі з повільними вставками. Вокал найчастіше представлений ґутуралом, але може бути ґроулом чи скримом. Краст-панк бере початок від анархо-панк гуртів Crass та Discharge, гуртів екстремального металу, як, наприклад, Celtic Frost, а за характером темного звучання відчувається невеличка присутність елементу пост-панку а ля Killing Joke. Краст-панк завжди залишався андерґраундним напрямком, але його прихильники зустрічаються по всьому світі.

## Характеристика
Краст панк є похідною формою хардкор панку та анархо-панку, змішаною з металевими рифами. Темп в основному швидкий, характерні "хрусткі" гітари, брудний та щільний звук, агресивний та навмисно недбалий стиль гри. Атмосфера - похмура. Для ударних типові швидкі машинки, іноді використовується D-beat.
Вокал переважно кричущий, хардкорний, іноді ґроулінг чи скримінг, властиве використання двох вокалів: чоловічого та жіночого. Для лірики характерні теми ядерної війни, мілітаризму, прав тварин, анархізму, деспотизму влади, (анти)фашизму. Amebix також були зацікавлені в різних формах містицизму та гностицизму.

## Краст-панк гурти
- Amebix (Англія)
- Anti System (Англія)
- Anti-Product (США)
- Antischism (США)
- Antisect (Англія)
- Aus-Rotten (США)
- Axegrinder (Англія)
- Behind Enemy Lines (США)
- Born/Dead (США)
- Capitalist Casualties (США)
- Caustic Christ (США)
- Concrete Sox (Англія)
- Cursed (Канада)
- Destroy (США)
- Deviated Instinct (Англія)
- Disfear (Швеція)
- Disrupt (США)
- Doom (Англія)
- Driller Killer (Швеція)
- Dropdead (США)
- Dystopia (США)
- Early Graves (США)
- Electro Hippies (Англія)
- Extinction of Mankind (Англія)
- Extreme Noise Terror (Англія)
- Filth (США)
- Fleas and Lice (Нідерланди)
- From Ashes Rise (США)
- Gallhammer (Японія)
- Hellbastard (Англія)
- Hiatus (Бельгія)
- His Hero Is Gone (США)
- Initial Detonation (США)
- Iskra (Канада)
- Mob 47 (Швеція)
- Mouth Sewn Shut (США)
- Murder (Україна)
- Nausea (США)
- Phobia (США)
- Skitsystem (Швеція)
- Sore Throat (Англія)
- Toxic Narcotic (США)
- Tragedy (США)
- Trap Them (США)
- Totalt Jävla Mörker (Швеція)
- Witch Hunt (США)
- Wolfbrigade (Швеція)
- World Burns to Death (США)